# Кист, Кес
Корне́лис (Кес) Кист (нидерл. Cornelis "Kees" Kist; род. 7 августа 1952, Стенвейк, Нидерланды) — нидерландский футболист, центральный нападающий. Бронзовый призёр чемпионата Европы 1976 года, обладатель «Золотой бутсы» 1979 года, один из лучших бомбардиров европейского футбола конца 1970-х — начала 1980-х.

## Карьера

### Клубная
Кес Кист начал играть в родном Стенвейке в 1966 году. Первым профессиональным клубом Киста стал «Херенвен», однако за эту команду в лиге он так и не сыграл. Перед началом сезона 1972/73 Кист принял решение перебраться в стан новичков высшего нидерландского дивизиона — АЗ-67 и сразу же стал одним из основных игроков команды из Алкмара. В сезоне 1978/79 Кист, регулярно забивавший и до этого, впервые стал лучшим бомбардиром голландского чемпионата, 34 раза поразив ворота соперников. По итогам европейского сезона ему была вручена «Золотая бутса», он опередил венгра Ласло Фекете и грека Томаса Мавроса на 3 гола. Кист стал первым нидерландским футболистом, удостоенным этой награды. В следующем розыгрыше чемпионата Кес Кист вновь стал лучшим бомбардиром.
После чемпионата Европы 1980 года ходили слухи, что Кист перейдёт в один из итальянских клубов — в Италии как раз отменили ограничение на игроков-иностранцев. Но Кес остался в Нидерландах, и следующий сезон выдался очень успешным для его команды: АЗ-67 выиграл чемпионат и кубок, а также дошёл до финала Кубка УЕФА, в котором уступил английскому клубу «Ипсвич Таун». По итогам чемпионата 1981/82 Кист получил «Серебряную бутсу»: и в Нидерландах, и в Европе его на 3 гола обошёл Вим Кифт.
Отыграв по одному сезону за французские клубы «Пари Сен-Жермен» (выиграл Кубок Франции 1982/83) и «Мюлуз», Кист вернулся в голландский чемпионат. АЗ-67 в то время уже был середняком Эредивизи, а «Херенвен» занимал аналогичное положение в первом дивизионе. Закончил карьеру Кист в родном любительском клубе «Стенвейк». Кес Кист возвращался в каждый из нидерландских клубов, за которые выступал ранее, причём в обратной последовательности.
В списке лучших бомбардиров в истории чемпионата Нидерландов Кист с 211 мячами находится на четвёртой позиции, уступая лишь Вилли ван дер Кёйлену, Руду Гелсу и Йохану Кройфу. В еврокубках Кист в 25 матчах забил 19 голов.

### В сборной
30 апреля 1975 года Кес Кист провёл первый матч за сборную Нидерландов, которая в товарищеском матче в Антверпене уступила хозяевам поля бельгийцам. Хотя Кист не играл в отборочных матчах, он был включён в заявку на финальный турнир ЧЕ-1976. Выйдя на замену в матче за 3-е место, Кист мог забить четвёртый гол в ворота сборной Югославии, но его выход один на один прервал финальный свисток швейцарского судьи Хунгербюллера.
Кист дважды сыграл в отборочных матчах чемпионата мира 1978 года и рассматривался как кандидат на место в окончательном составе «оранжевых» (особенно после отказа лучшего бомбардира Эредивизи 1977/78 Руда Гелса от поездки в Аргентину), но в итоге не попал в заявку.
Первый гол в официальной игре за сборную Кист забил 21 ноября 1979 года. В драматичном отборочном матче в Лейпциге соперником голландцев была национальная команда ГДР. Выйдя на замену после перерыва, Кист сравнял счёт: получив мяч на своей половине поля, Кист прошёл к штрафной площади восточных немцев, сделал передачу на Рене ван де Керкхофа, получил ответный пас и отправил мяч в сетку. «Оранжевых» устраивала и ничья, но в итоге они добились выездной победы 3:2, уступая по ходу игры с разницей в 2 мяча. На чемпионате Европы 1980 года Кес Кист сыграл во всёх трёх матчах сборной Нидерландов и даже стал её лучшим бомбардиром, забив два гола. 11 июня в Неаполе он реализовал пенальти, назначенный в ворота сборной Греции за снос Дика Наннинги, а 17 июня в матче против чехословацкой сборной точным ударом из-за пределов штрафной Кист завершил комбинацию, начатую Джонни Репом и Ари Ханом. Ничейный результат не позволил голландцам продолжить борьбу за медали.
В последний раз Кист сыграл за нидерландскую сборную 30 декабря 1980 года в матче против сборной Уругвая, который состоялся в рамках проходившего в Монтевидео Золотого Кубка и завершился победой хозяев со счётом 2:0. Как и другие результативные нападающие голландского футбола 1970-х годов — Вилли ван дер Кёйлен и Руд Гелс, Кес Кист нечасто играл за сборную. На его счету 21 матч и 4 забитых мяча в составе национальной команды.

## Достижения

### Командные

#### Клубные
- Чемпион Нидерландов: 1980/81
- Обладатель Кубка Нидерландов: 1980/81
- Обладатель Кубка Франции: 1982/83
- Финалист Кубка УЕФА: 1980/81

#### В сборной
- Бронзовый призёр чемпионата Европы: 1976

### Личные
- Лучший бомбардир чемпионата Нидерландов (2): 1978/79, 1979/80
- Обладатель «Золотой бутсы»: 1979
- Обладатель «Серебряной бутсы»: 1982

## Статистика выступлений
| Клуб                | Сезон               | Лига | Лига | Кубки | Кубки | Еврокубки | Еврокубки | Прочие | Прочие | Итого | Итого |
| Клуб                | Сезон               | Игры | Голы | Игры  | Голы  | Игры      | Голы      | Игры   | Голы   | Игры  | Голы  |
| ------------------- | ------------------- | ---- | ---- | ----- | ----- | --------- | --------- | ------ | ------ | ----- | ----- |
| Херенвен            | 1970/71             | 25   | 11   | 0     | 0     | -         | -         | 0      | 0      | 25    | 11    |
| Херенвен            | 1971/72             | 32   | 15   | 1     | 0     | -         | -         | 0      | 0      | 33    | 15    |
| Херенвен            | Итого               | 57   | 26   | 1     | 0     | 0         | 0         | 0      | 0      | 58    | 26    |
| АЗ-67               | 1972/73             | 31   | 7    | 4     | 3     | 0         | 0         | 0      | 0      | 35    | 10    |
| АЗ-67               | 1973/74             | 34   | 7    | 3     | 2     | 0         | 0         | 0      | 0      | 37    | 9     |
| АЗ-67               | 1974/75             | 34   | 15   | 3     | 3     | 0         | 0         | 3      | 1      | 40    | 19    |
| АЗ-67               | 1975/76             | 33   | 15   | 3     | 1     | 6         | 4         | 0      | 0      | 42    | 20    |
| АЗ-67               | 1976/77             | 34   | 27   | 4     | 1     | 0         | 0         | 0      | 0      | 38    | 28    |
| АЗ-67               | 1977/78             | 34   | 25   | 7     | 4     | 4         | 6         | 0      | 0      | 45    | 35    |
| АЗ-67               | 1978/79             | 34   | 34   | 4     | 2     | 2         | 0         | 0      | 0      | 40    | 36    |
| АЗ-67               | 1979/80             | 34   | 27   | 4     | 2     | 0         | 0         | 0      | 0      | 38    | 29    |
| АЗ-67               | 1980/81             | 21   | 11   | 5     | 3     | 9         | 9         | 0      | 0      | 35    | 23    |
| АЗ-67               | 1981/82             | 34   | 29   | 6     | 7     | 4         | 3         | 0      | 0      | 44    | 36    |
| АЗ-67               | Итого               | 323  | 197  | 43    | 28    | 25        | 22        | 3      | 1      | 394   | 248   |
| Пари Сен-Жермен     | 1982/83             | 34   | 12   | 7     | 5     | 6         | 1         | 0      | 0      | 47    | 18    |
| Пари Сен-Жермен     | Итого               | 34   | 12   | 7     | 5     | 6         | 1         | 0      | 0      | 47    | 18    |
| Мюлуз               | 1983/84             | 29   | 10   | 7     | 2     | -         | -         | 0      | 0      | 36    | 12    |
| Мюлуз               | Итого               | 29   | 10   | 7     | 2     | 0         | 0         | 0      | 0      | 36    | 12    |
| АЗ-67               | 1984/85             | 32   | 11   | 1     | 0     | 0         | 0         | 0      | 0      | 33    | 11    |
| АЗ-67               | 1985/86             | 17   | 4    | 3     | 0     | 0         | 0         | 0      | 0      | 20    | 4     |
| АЗ-67               | Итого               | 49   | 15   | 4     | 0     | 0         | 0         | 0      | 0      | 53    | 15    |
| Всего за АЗ-67      | Всего за АЗ-67      | 372  | 212  | 47    | 28    | 25        | 22        | 3      | 1      | 447   | 263   |
| Херенвен            | 1985/86             | 7    | 5    | 0     | 0     | -         | -         | 0      | 0      | 7     | 5     |
| Херенвен            | 1986/87             | 32   | 12   | 1     | 2     | -         | -         | 0      | 0      | 33    | 14    |
| Херенвен            | Итого               | 39   | 17   | 1     | 2     | 0         | 0         | 0      | 0      | 40    | 19    |
| Всего за «Херенвен» | Всего за «Херенвен» | 96   | 43   | 2     | 2     | 0         | 0         | 0      | 0      | 98    | 45    |
| Всего за карьеру    | Всего за карьеру    | 531  | 277  | 63    | 37    | 31        | 23        | 3      | 1      | 628   | 338   |

### Матчи Киста за сборную Нидерландов
| Матчи Киста за сборную Нидерландов | Матчи Киста за сборную Нидерландов | Матчи Киста за сборную Нидерландов | Матчи Киста за сборную Нидерландов | Матчи Киста за сборную Нидерландов | Матчи Киста за сборную Нидерландов |
| ---------------------------------- | ---------------------------------- | ---------------------------------- | ---------------------------------- | ---------------------------------- | ---------------------------------- |
| №                                  | Дата                               | Соперник                           | Счёт                               | Голы Киста                         | Соревнование                       |
| 1                                  | 30 апреля 1975                     | Бельгия                            | 0:1                                | —                                  | Товарищеский матч                  |
| 2                                  | 17 мая 1975                        | ФРГ                                | 1:1                                | —                                  | Товарищеский матч                  |
| 3                                  | 31 мая 1975                        | Югославия                          | 0:3                                | —                                  | Товарищеский матч                  |
| 4                                  | 19 июня 1976                       | Югославия                          | 3:2                                | —                                  | Чемпионат Европы 1976              |
| 5                                  | 8 сентября 1976                    | Исландия                           | 1:0                                | —                                  | Чемпионат мира 1978 (отбор)        |
| 6                                  | 9 февраля 1977                     | Англия                             | 2:0                                | —                                  | Товарищеский матч                  |
| 7                                  | 26 марта 1977                      | Бельгия                            | 2:0                                | —                                  | Чемпионат мира 1978 (отбор)        |
| 8                                  | 5 октября 1977                     | СССР                               | 0:0                                | —                                  | Товарищеский матч                  |
| 9                                  | 24 февраля 1979                    | Италия                             | 0:3                                | —                                  | Товарищеский матч                  |
| 10                                 | 28 марта 1979                      | Швейцария                          | 3:0                                | 1                                  | Чемпионат Европы 1980 (отбор)      |
| 11                                 | 2 мая 1979                         | Польша                             | 0:2                                | —                                  | Чемпионат Европы 1980 (отбор)      |
| 12                                 | 22 мая 1979                        | Аргентина                          | 0:0                                | —                                  | Товарищеский матч                  |
| 13                                 | 17 октября 1979                    | Польша                             | 1:1                                | —                                  | Чемпионат Европы 1980 (отбор)      |
| 14                                 | 21 ноября 1979                     | ГДР                                | 3:2                                | 1                                  | Чемпионат Европы 1980 (отбор)      |
| 15                                 | 23 января 1980                     | Испания                            | 0:1                                | —                                  | Товарищеский матч                  |
| 16                                 | 26 марта 1980                      | Франция                            | 0:0                                | —                                  | Товарищеский матч                  |
| 17                                 | 11 июня 1980                       | Греция                             | 1:0                                | 1                                  | Чемпионат Европы 1980              |
| 18                                 | 14 июня 1980                       | ФРГ                                | 2:3                                | —                                  | Чемпионат Европы 1980              |
| 19                                 | 17 июня 1980                       | Чехословакия                       | 1:1                                | 1                                  | Чемпионат Европы 1980              |
| 20                                 | 19 ноября 1980                     | Бельгия                            | 0:1                                | —                                  | Чемпионат мира 1982 (отбор)        |
| 21                                 | 30 декабря 1980                    | Уругвай                            | 0:2                                | —                                  | Золотой кубок чемпионов мира       |

Итого: 21 матч / 4 гола; 7 побед, 6 ничьих, 8 поражений.